# NGC 2541
إن جي سي 2541 مجرة حلزونية غير منتظمة تقع على بعد حوالي 40 مليون سنة ضوئية. في اتجاه كوكبة الوشق ومجرة عضو في في مجموعة إن جي سي 2841 من المجرات مع إن جي سي 2500، إن جي سي 2537، وإن جي سي 2552. .